# Pseudochaenichthys georgianus
Pseudochaenichthys georgianus (Norman, 1937) è una specie di pesce attinopterigo appartenente alla famiglia dei Channichthyidae, presente nell'Oceano Antartico. È l'unica specie del genere Pseudochaenichthys.

## Descrizione
Pseudochaenichthys georgianus è una specie dal colore grigio scuro-verde, con la prima pinna dorsale e le pinne ventrali nerastre. Queste ultime hanno i bordi tendenti al bianco. La pinna dorsale possiede 7-9 raggi spinosi e dai 28 ai 32 raggi molli, mentre la pinna anale 27-31 raggi molli. É presente una spina curvata in avanti sul muso, una protendente mascella inferiore e 4 o 5 raggi spinosi sull'opercolo. Sono presenti 3 linee laterali che non posseggono piattaforme ossee. Ha larghe pinne pettorali a forma di ventaglio, la prima e la seconda pinna dorsale sono nettamente separate e la pinna caudale è arrotondata. Questa specie può crescere fino ad una lunghezza totale di 60 centimetri, anche se la lunghezza media è solitamente di 50. Si pensa raggiunga la maturità sessuale a 42,5 centimetri. Il peso massimo mai registrato per questa specie è di 2,1 chilogrammi.

## Biologia
Gli adulti si cibano essenzialmente di krill, specialmente della specie antartica Euphausia superba, e di pesci, principalmente pesci del ghiaccio come channichthyidi e notothenidi. La fregola avviene in autunno, con la schiusura delle uova che occorre tra agosto e ottobre. Questa specie ricopre un ruolo di minore importanza per la pesca commerciale, divenendo un bycatch regolare nella pesca compiuta nel suo habitat.

## Distribuzione e habitat
P. georgianus abita solamente le acque a nord della Penisola Antartica e del Mare di Scotia. È una specie demersale trovabile ad una profondità di 475 metri.

## Tassonomia
Il genere Pseudochaenichthys fu formalmente descritto per la prima volta nel 1937 dall'ittiologo inglese John Roxborough Norman, quando venne descritto P. georgianus, divenendo la sua serie tipo come monospecifico, con il tipo nomenclaturale raccolto nelle acque circostanti alla Georgia del Sud. Il nome del genere è composto da pseudo, che significa "falso", e Chaenichthys, ovvero un modo alternativo per riferirsi al genere Channichthys, probabilmente un'allusione alla sua somiglianza con quei pesci. Il nome specifico georgianus ricorda la sua provenienza dalla Georgia del Sud.